# تاهالاپیتیا
تاهالاپیتیا (به لاتین: Tahalpitiya) یک منطقهٔ مسکونی در سری‌لانکا است که در استان مرکزی (سری‌لانکا) واقع شده‌است.